# Sleepless Nights (album d'Aimer)
Albums de Aimer
Midnight Sun
(2014)
Singles
1. Rokutōsei no yoru
Sortie : 7 septembre 2011
2. Kanashimi wa Aurora ni
Sortie : 7 septembre 2011
3. Twinkle Twinkle Little Star
Sortie : 7 septembre 2011
4. Re:pray
Sortie : 14 décembre 2011
5. Sabishikute nemurenai yoru wa
Sortie : 14 décembre 2011
6. Anata ni deawanakereba: Kasetsu tōka
Sortie : 15 août 2012
7. Hoshikuzu Venus
Sortie : 15 août 2012

Sleepless Nights est le premier album studio de l'artiste japonaise Aimer, sorti le 3 octobre 2012 sous le label DefSTAR Records. L'album contient 13 morceaux de musique, dont sept ont déjà été publiés dans quatre des singles d'Aimer.

## Résumé
Un an après les débuts majeurs d'Aimer, son premier album Sleepless Nights est publié le 3 octobre 2012 en deux versions : une édition limitée CD+DVD et une édition standard avec un CD uniquement,. Le DVD compris dans l'édition limitée comporte les clips de quatre de ses singles.
L'album a débuté à la 11e place du classement hebdomadaire des albums de l'Oricon et est resté classé pendant 8 semaines. Sleepless Nights a également démarré à la 9e place du classement de Billboard Japan où il est resté classé pendant 4 semaines,. Il a été nommé dans la catégorie « Grand prix » des CD Shop Awards (en) en 2013.

## Liste des pistes
Toutes les chansons sont écrites et composées par Aimerrhythm (sauf la 5e piste, écrite par Jane Su & Kenji Tamai).
| 1.    | Twinkle, Twinkle, Little Star (prologue)                                    |                   | - Kenji Tamai - Masahiro Tobinai  | 1:28 |
| 2.    | Yakō ressha: nothing to lose (夜行列車～nothing to lose～)                  | Masahiro Tobinai  | - Kenji Tamai - Masahiro Tobinai  | 5:03 |
| 3.    | Anata ni deawanakereba: Kasetsutōka (あなたに出会わなければ～夏雪冬花～)    | Rui Momota        | - Kenji Tamai - Rui Momota        |      |
| 4.    | Egao (笑顔)                                                                 | Tōru Yata         | - Kenji Tamai - Takahiro Furukawa | 6:02 |
| 5.    | Re:pray                                                                     | Tōru Yata         | Hayato Tanaka                     | 5:04 |
| 6.    | Kanashimi wa Aurora ni (悲しみはオーロラに) (Restarred by Takagi Masakatsu) | Masahiro Tobinai  | Masakatsu Takagi                  | 4:27 |
| 7.    | Sabishikute nemurenai yoru wa (寂しくて眠れない夜は)                        | Masahiro Tobinai  | Masahiro Tobinai                  | 5:23 |
| 8.    | AM02:00                                                                     | Nobuhiko Miyagawa | - Kenji Tamai - Integral Clover   | 5:29 |
| 9.    | Hoshikuzu Venus (星屑ビーナス)                                              | Masahiro Tobinai  | - Kenji Tamai - Masahiro Tobinai  | 4:12 |
| 10.   | Yuki no furumachi (雪の降る街)                                              | Kotaro Kuroda     | - Kenji Tamai - Shunsuke Tsuri    | 4:02 |
| 11.   | Fuyu no Diamond (冬のダイヤモンド) (Re-echoed by Genki Rockets)             | Masahiro Tobinai  | Genki Rockets                     | 6:10 |
| 12.   | Rokutōsei no yoru (六等星の夜)                                              | Masahiro Tobinai  | Shunsuke Tsuri                    | 5:35 |
| 13.   | Twinkle, Twinkle, Little Star                                               |                   | - Kenji Tamai - Masahiro Tobinai  | 2:05 |
| 61:00 |                                                                             |                   |                                   |      |

| 1. | Re:pray (Clip)                                                                  |  |
| 2. | Yuki no furumachi (雪の降る街) (Clip)                                           |  |
| 3. | Anata ni deawanakereba: Kasetsutōka (あなたに出会わなければ～夏雪冬花～) (Clip) |  |
| 4. | Rokutōsei no yoru: NO.6 Special Edit (六等星の夜 〜NO.6 SPECIAL EDIT〜) (Clip)  |  |